# マーク・ハレット
マーク・ハレット(Mark Hallett、1947年11月21日 - ）は、恐竜やその他先史時代の動物の絵で知られるアメリカのアーティスト。科学に基づいた古生物学的イラストについてパレオアート（paleoart）という用語を作り、現代の恐竜像の最も影響力の大きい巨匠の1人である。アメリカ合衆国のオレゴン州ダラス在住。

## 略歴
ハレットは1974年から自身をパレオアーティストであると考え、サンディエゴ自然史博物館で製作を始めた。彼の作品は数多くの博物館・雑誌・書籍で発行されており、掲載誌には『ライフ』や Smithsonian 、『ナショナルジオグラフィック』がある。彼は教員・デザイナー・美術監督として働き、映画『ジュラシック・パーク』やウォルト・ディズニー・カンパニーの『ダイナソー』のコンサルタントも担当した。1986年にハレットの古生物絵画はアメリカ、イギリス、大陸のヨーロッパ諸国、日本、オーストラリアでツアーが開催され、アメリカ自然史博物館やスミソニアンの国立自然史博物館など数多くの博物館で展示された。また、彼は複数の著名な賞を受賞しており、具体的には2002年に古脊椎動物学会のランツェンドルフ古生物アート賞を受賞した。
ハレットは自身に大きな影響を与えた人物の1人として古生物画家チャールズ・R・ナイトを挙げている。彼は作品を創作する過程について、最初にオリジナルの化石を含めて利用可能な材料を数週間探し、題材とする生物が取りうる行動について古生物学者と相談し、現代の似た生物を調べてから解剖学と描写のスケッチを始め、最終的な描画・着色に入ると説明した。